# Abtei St. Otmarsberg
Die Abtei St. Otmarsberg ist das einzige Kloster der Missionsbenediktiner in der Schweiz. Es befindet sich in Uznach (Kanton St. Gallen) und wird deshalb oft auch als Kloster Uznach bezeichnet. Die Abtei gehört zur internationalen Benediktinerkongregation von St. Ottilien mit Niederlassungen in Europa, Ost-, West- und Südafrika, Südamerika, Kuba, den USA, Indien, Korea, China, Kasachstan und den Philippinen.

## Geschichte
Das Kloster St. Otmarsberg ist 1963 aus dem Zusammenschluss zweier in der ersten Hälfte des 20. Jahrhunderts eröffneten Gemeinschaftshäuser der Benediktiner entstanden. Eine offizielle Gründung fand jedoch nicht statt, da zu dieser Zeit das Gründen von Klöstern und Bistümern verfassungsmässig verboten war. Gründer des Klosters Benediktusheim Uznach war Pater Adelrich Mühlebach († 1960), erster Konventualprior wurde Pater Notker Mannhart (1947–1960; † 1981). Ihm folgte später Pater Benno Hegglin (1964–1980) als Prior des Klosters.
Das Kloster St. Otmarsberg erlangte am 6. Januar 1982 den Status einer Abtei, womit es die Idealform eines Benediktinerklosters erreicht hatte. Das neue Konventssiegel und das Abtskreuz überbrachte der Erzabt der Ottilianer Kongregation Notker Wolf anlässlich der Erhebung des Priorates zur Abtei. Erster Abt von St. Otmarsberg wurde der bisherige Prior (seit 1981) Pater Ivo Auf der Maur (1982–1999). 1999 wählte der Konvent Pater Marian Eleganti zum 2. Abt des Klosters (1999–2009). 2009 wurde Abt Marian zum Weihbischof im Bistum Chur berufen, worauf er das Amt des regierenden Abtes von St. Otmarsberg niederlegte.
Am 9. März 2013 wurde Pater Emmanuel Rutz zum 3. Abt gewählt, nachdem P. Adelrich Staub seit Februar 2010 als Prior-Administrator interimistisch gewirkt hatte.
Der Konvent von St. Otmarsberg besteht zurzeit aus 21 Mönchen (Stand 2013). Drei Mitbrüder wirken als Missionare in Afrika, vor allem in Tansania und Kenia. Zwei Mitbrüder sind seit 2006 in Osornoe (Kasachstan) tätig. Unterstützt wird der Konvent von 30 Benediktineroblaten (Stand 2013).
Patrozinium ist der 16. November (Hl. Otmar).

## Klosterkirche
Die Kirche des Klosters wurde vom Rapperswiler Architekt Herbert Oberholzer entworfen. 1988 war sie vollendet. Die Kirche dient der Feier des Chorgebetes und der Eucharistie.
Der Altarraum der Kirche ist halbrund. Dort steht der Altar und an der Rechten Seite der Tabernakel. Das Kreuz steht auf der anderen Seite des Altarraums. Die Arme Christi öffnen sich zum Raum der Betenden, besonders der Mönche.
Der  Altarraum wurde vom Luzerner Bildhauer Anton Egloff gestaltet. An der Stirnwand des Chorraumes befindet sich eine eigens für diese Kirche geschaffene moderne Version der Benediktusmedaille.
Links und rechts der Orgelempore, an der Rückwand der Kirche befinden sich die von Fra Roberto aus Brigorio geschaffenen Kreuzwegtafeln. In diesem Teil befindet sich auch eine Marienfigur mit Kind. Dort finden sich die Mönche am Ende jeden Tages nach der Komplet ein, um die Gottesmutter um ihren Schutz zu bitten.
Im Untergeschoss der Kirche befindet sich die Krypta und ein weiteres Oratorium.

## Lourdes-Wallfahrten
Das Kloster unterhält im Auftrag der Schweizer Bischöfe das Pilgerbüro der Interdiözesanen Lourdeswallfahrt der Deutschen und Rätoromanischen Schweiz. Jährlich findet eine Pilgerfahrt mit mehreren tausend kranken und gesunden Pilgern nach Lourdes statt. Die Kranken erhoffen sich dabei oft eine Wunderheilung, wie das dem verstorbenen Bruder Leo Schwager (* 19. Mai 1924; † 24. April 2004) am 30. April 1952 in Lourdes gewährt wurde.

## Mission
Die Brüder von St. Otmarsberg sind an den folgenden Orten als Missionare, Ausbildner und in der Entwicklungshilfe direkt tätig:
- Abtei Peramiho, Tansania (seit 1898)
- Abtei Ndanda, Tansania (seit 1906)
- Mission Nairobi, Kenia
- Osornoe, Kasachstan (seit Oktober 2006)

Enge Beziehungen werden zudem mit Klöstern an folgenden Orten unterhalten:
- Abtei Inkamana, Südafrika
- Priorat Katibunga, Sambia
- Abtei Weagwan, Südkorea
- Kloster Kwangju, Südkorea
- Priorat Newton, USA, von Koreanern gegründet
- irgendwo in der Volksrepublik China
- Priorat Digos, Philippinen
- Abtei Güigüe, Venezuela
- Abtei El Rosal, Kolumbien

Von der Abtei wird fünfmal jährlich die Zeitschrift «Missionsblätter» herausgegeben. Diese gehen auf eine Initiative von Pater Andres Amrhein zu Ende des 19. Jahrhunderts zurück. Seit 1897 werden sie regelmässig aufgelegt. Bis zum Beginn des Zweiten Weltkriegs wurden sie in St. Ottilien gedruckt. Als dieses von den Nationalsozialisten geschlossen wurde, zog die Redaktion nach Uznach um.